# Piazzale Flaminio
La Piazzale Flaminio est une grande place d'entrée de Rome, divisée entre les quartiers Pinciano et Flaminio du Municipio II.
Elle est située juste à l'extérieur des murs d'Aurélien et entre la Porta del Popolo, le début de la Via Flaminia, les propylées de l'entrée monumentale de la Villa Borghese et la Via Giambattista Vico.
Elle constitue un carrefour de circulation important, et est desservie par une ligne de tramway et la station de métro de la ligne A du même nom.

## Galerie

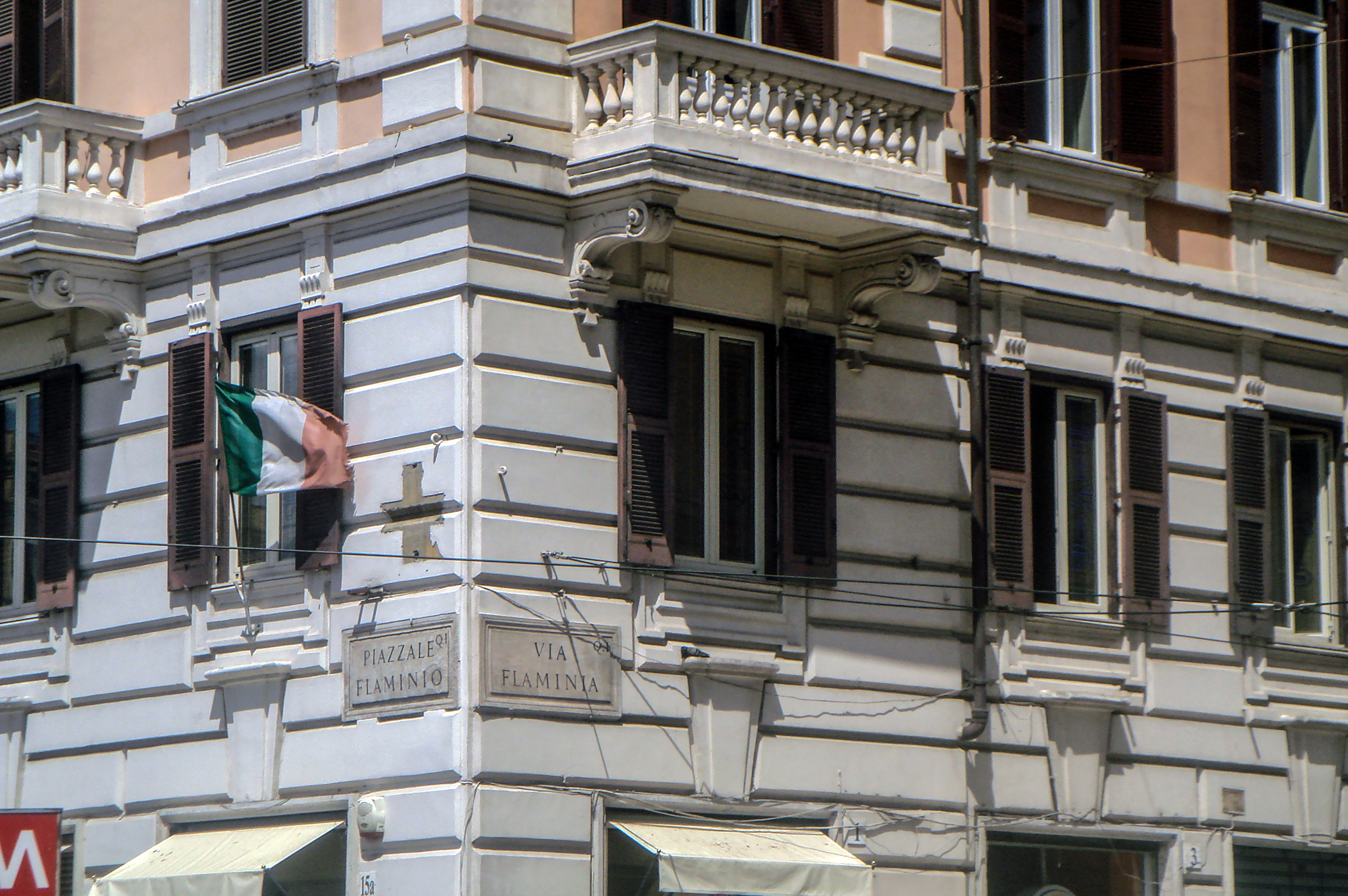
Plaques de Piazzale Flaminio et de Via Flaminia.
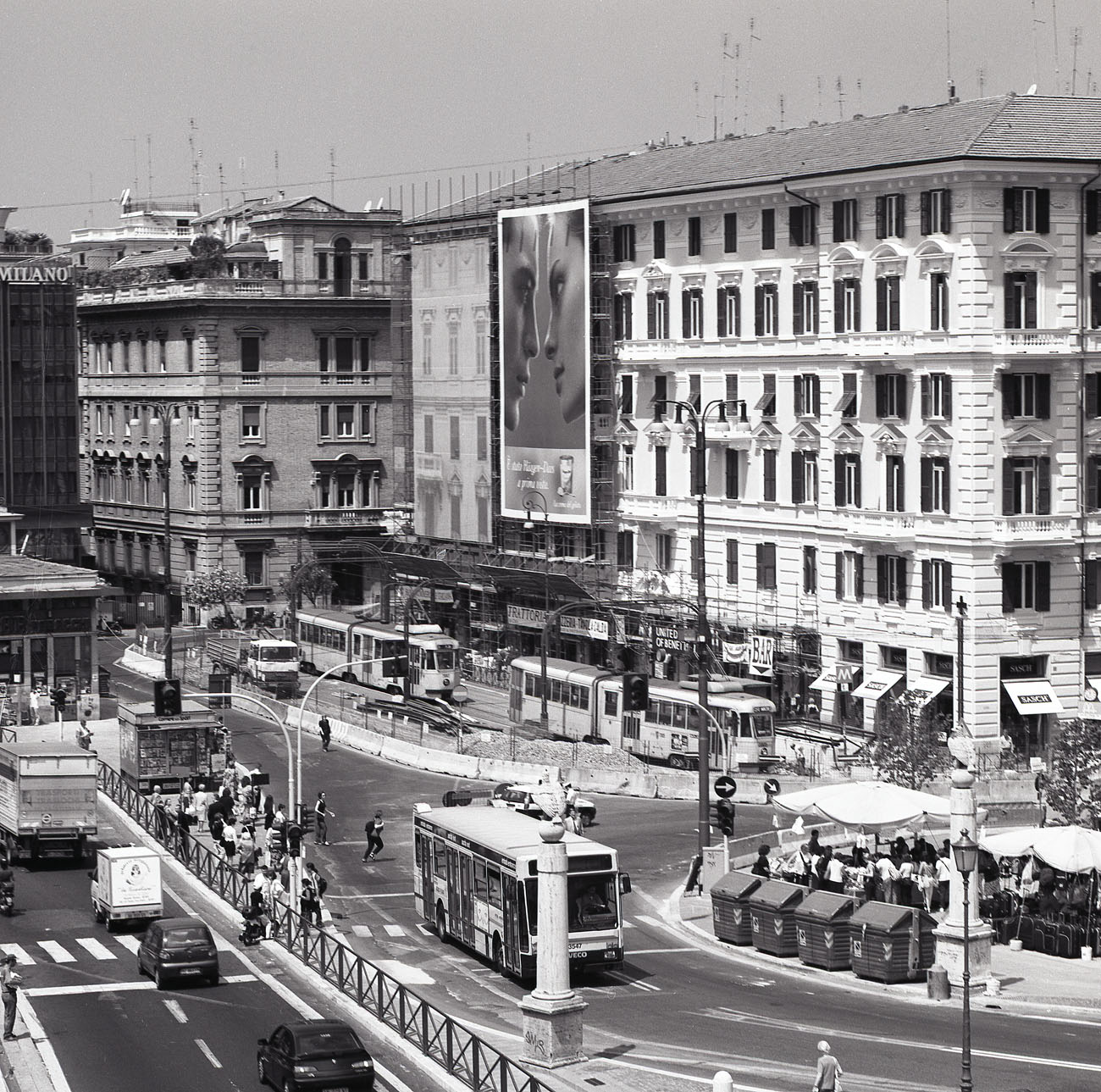
Piazzale Flaminio.
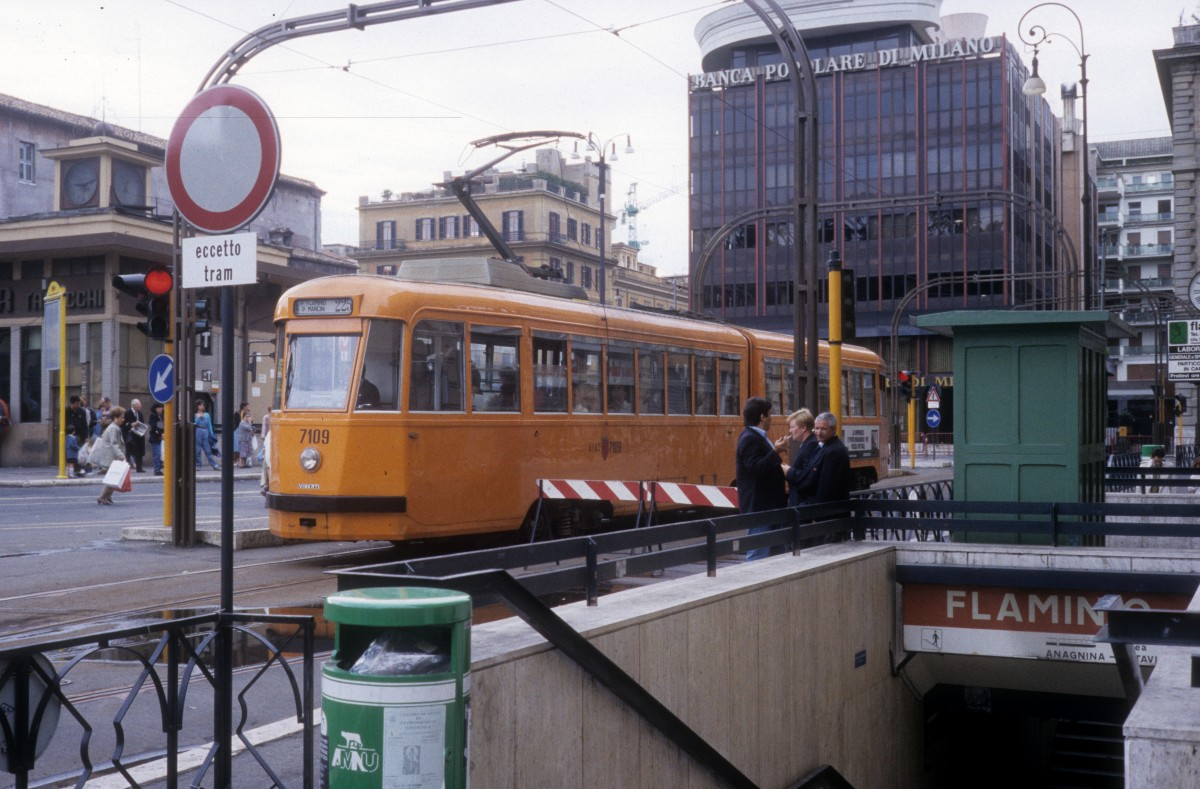
Tramway sur Piazzale Flaminio avec la station de métro du même nom.
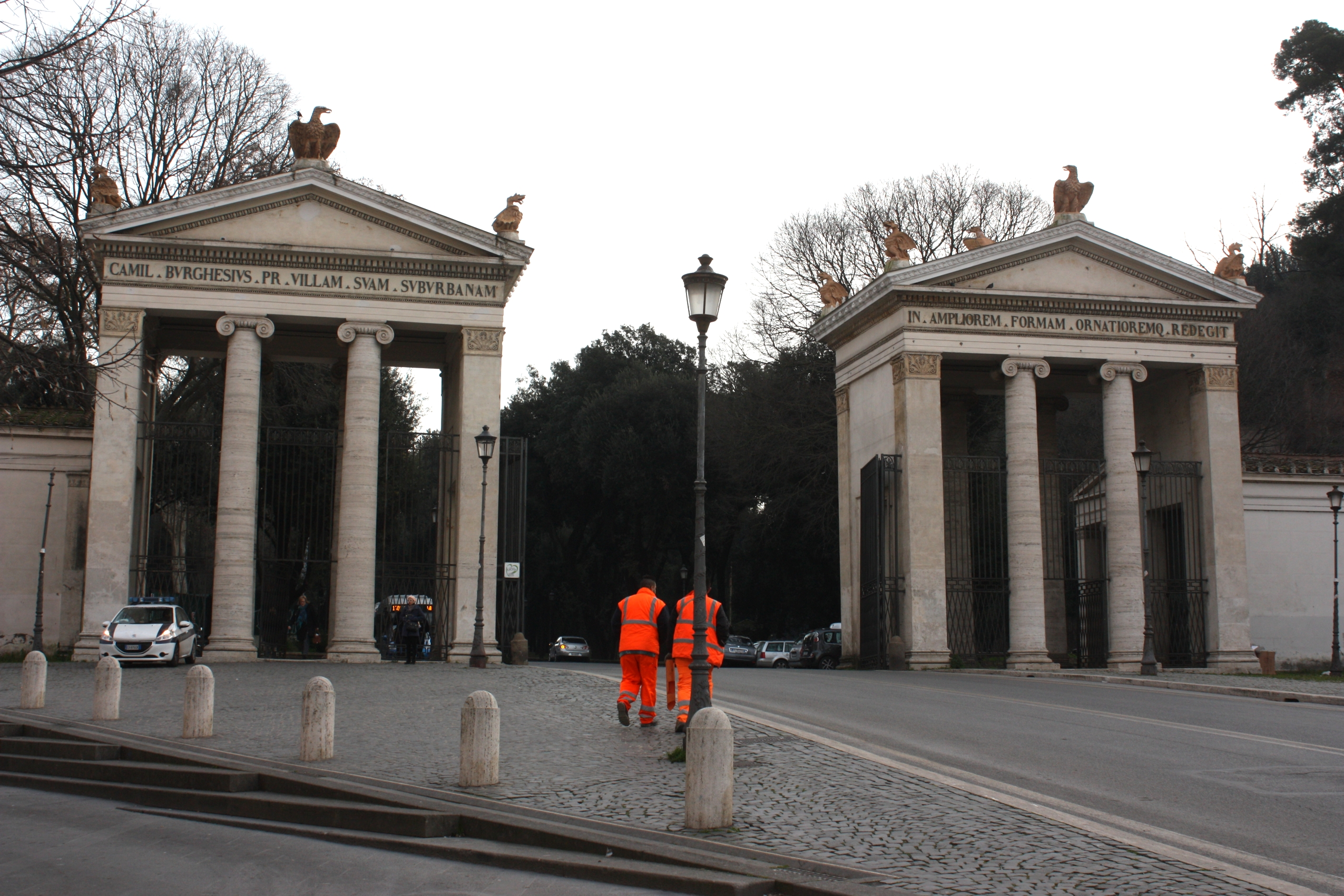
Propylées d'accès à la Villa Borghèse sur Viale Washington.